# Distretto di Shaheed Benazir Abad
Il distretto di Shaheed Benazir Abad (in urdu: ضلع میرپور خاص), precedentemente chiamato distretto di Nawabshah è un distretto del Sindh, in Pakistan, che ha come capoluogo Nawabshah. Nel 1998 possedeva una popolazione di 1.071.533 abitanti.